# Goodbye Divinity
Goodbye Divinity è un singolo del gruppo musicale statunitense Sons of Apollo, pubblicato il 15 novembre 2019 come primo estratto dal secondo album in studio MMXX.

## Video musicale
Il videoclip, diretto da Vicente Cordero, mostra il gruppo eseguire il brano in uno scenario che unisce immagini della mitologia greca con altre legate al XXI secolo.

## Tracce
Testi di Jeff Scott Soto, musiche di Derek Sherinian, Ron Thal e Mike Portnoy.
1. Goodbye Divinity – 7:13

## Formazione
Gruppo
- Mike Portnoy – batteria, percussioni, voce, arrangiamento
- Derek Sherinian – tastiera, arrangiamento
- Ron "Bumblefoot" Thal – chitarra, voce, arrangiamento
- Jeff Scott Soto – voce
- Billy Sheehan – basso

Produzione
- The Del Fuvio Brothers: Derek Sherinian, Mike Portnoy – produzione
- Jay Ruston – missaggio, mastering
- John Douglass – assistenza al missaggio
- Maor Applebaum – mastering
- Jerry Guidroz – ingegneria della batteria
- Greg Foeller – assistenza tecnica
- Thomas Cucé – ingegneria del suono aggiuntiva, pre-produzione
- Andy Freeman – ingegneria del suono aggiuntiva